# Arcydesmus ologona
Arcydesmus ologona är en mångfotingart som beskrevs av Filippo Silvestri 1898. Arcydesmus ologona ingår i släktet Arcydesmus och familjen Platyrhacidae. Inga underarter finns listade i Catalogue of Life.